# يوليان غرسل
يوليان غرسل (بالألمانية: Julian Gressel)‏ (16 ديسمبر 1993 بنويشتات أن در آيش في ألمانيا - ) هو لاعب كرة قدم ألماني في مركز الوسط. لعب مع أتلانتا يونايتد وFC Eintracht Bamberg ‏.

## وصلات خارجية
- يوليان غرسل على موقع الدوري الأمريكي (الإنجليزية)
- يوليان غرسل على موقع قاعدة بيانات كرة القدم.إي يو (الإنجليزية)
- يوليان غرسل على موقع ناشيونال فوتبول تيمز (الإنجليزية)
- يوليان غرسل على موقع Soccerbase.com (لاعب) (الإنجليزية)
- يوليان غرسل على موقع Soccerway.com (الإنجليزية)
- يوليان غرسل على موقع عالم كرة القدم.نت (الإنجليزية)